# 巴州奎星閣
巴州奎星閣位於四川省巴中市巴州區，文物遺址年代判定為清代。2007年6月1日公佈為四川省第七批文物保護單位。